# Prodysderina
Prodysderina är ett släkte av spindlar. Prodysderina ingår i familjen dansspindlar.
Kladogram enligt Catalogue of Life:
| Prodysderina | \| \| Prodysderina armata \| \| \| \| \| \| Prodysderina spinigera \| \| \| \| |
|              | \| \| Prodysderina armata \| \| \| \| \| \| Prodysderina spinigera \| \| \| \| |
|              | Prodysderina armata                                                            |
|              |                                                                                |
|              | Prodysderina spinigera                                                         |
|              |                                                                                |